# Sterling K. Brown
Sterling Kelby Brown (Saint Louis, 5 aprile 1976) è un attore statunitense.
È noto principalmente per aver partecipato alle serie televisive American Crime Story e This Is Us, vincendo per entrambe due Premi Emmy e un Golden Globe per la seconda. Ha inoltre vinto un ulteriore Emmy e quattro Screen Actors Guild Awards. Nel 2024 ha ricevuto la sua prima candidatura al Premio Oscar come miglior attore non protagonista per
la sua interpretazione nel film American Fiction.

## Biografia
Nato a St. Louis, Missouri, da Sterling Brown e Aralean (Banks) Brown, Sterling K. Brown ha due sorelle e due fratelli. Suo padre morì quando aveva 10 anni. Cresciuto a Olivette, Missouri, un sobborgo di St. Louis, Brown ha frequentato il Mary Institute e la St. Louis Country Day School. Si è laureato in recitazione alla Stanford University nel 1998. Inizialmente aveva pianificato di laurearsi in economia con un focus sul business, ma si è innamorato della recitazione da matricola. Ha svolto studi post-laurea presso la Tisch School of the Arts della New York University, dove si è laureato con un Master of Fine Arts.

## Filmografia

### Attore

#### Cinema
- Brown Sugar, regia di Rick Famuyiwa (2002)
- Uomini & donne (Trust the Man), regia di Bart Freundlich (2005)
- Stay - Nel labirinto della mente (Stay), regia di Marc Forster (2005)
- The Favor, regia di Eva Aridjis (2007)
- Sfida senza regole (Righteous Kill), regia di Jon Avnet (2008)
- Quell'idiota di nostro fratello (Our Idiot Brother), regia di Jesse Peretz (2011)
- The Suspect, regia di Stuart Connelly (2013)
- Mojave, regia di William Monahan (2015) - non accreditato
- Whiskey Tango Foxtrot, regia di Glenn Ficarra e John Requa (2016)
- Split, regia di M. Night Shyamalan (2016)
- Marcia per la libertà (Marshall), regia di Reginald Hudlin (2017)
- Black Panther, regia di Ryan Coogler (2018)
- Hotel Artemis, regia di Drew Pearce (2018)
- The Predator, regia di Shane Black (2018)
- Waves - Le onde della vita (Waves), regia di Trey Edward Shults (2019)
- The Rhythm Section, regia di Reed Morano (2020)
- American Fiction, regia di Cord Jefferson (2023)
- Atlas, regia di Brad Peyton (2024)

#### Televisione
- Hack – serie TV, 1 episodio (2003)
- Tarzan – serie TV, 2 episodi (2003)
- E.R. - Medici in prima linea (ER) – serie TV, 1 episodio (2004)
- NYPD - New York Police Department (NYPD Blue) – serie TV, 1 episodio (2004)
- Squadra emergenza (Third Watch) – serie TV, 6 episodi (2002-2004)
- JAG - Avvocati in divisa (JAG) – serie TV, 1 episodio (2004)
- Boston Legal – serie TV, 1 episodio (2005)
- Starved – serie TV, 7 episodi (2005)
- Alias – serie TV, 1 episodio (2006)
- Smith – serie TV, 1 episodio (2006)
- Senza traccia (Without a Trace) – serie TV, 1 episodio (2006)
- Army Wives – serie TV, 108 episodi (2007-2013)
- Shark - Giustizia a tutti i costi (Shark) – serie TV, 1 episodio (2007)
- Standoff – serie TV, 1 episodio (2007)
- Supernatural – serie TV, 4 episodi (2006-2007)
- Eli Stone – serie TV, 1 episodio (2008)
- Medium – serie TV, 1 episodio (2010)
- Detroit 1-8-7 – serie TV, 1 episodio (2011)
- The Good Wife – serie TV, 1 episodio (2011)
- Harry's Law – serie TV, 1 episodio (2011)
- Nikita – serie TV, 1 episodio (2012)
- Person of Interest – serie TV, 6 episodi (2012-2013)
- NCIS - Unità anticrimine (NCIS) – serie TV, episodio 11x10 (2013)
- The Mentalist – serie TV, 1 episodio (2014)
- Masters of Sex – serie TV, 1 episodio (2014)
- Castle – serie TV, episodio 7x16 (2015)
- Criminal Minds – serie TV, episodio 10x19 (2015)
- American Crime Story – serie TV, 10 episodi (2016)
- This Is Us – serie TV, 106 episodi (2016–2022)
- Brooklyn Nine-Nine – serie TV, 1 episodio (2018)
- La fantastica signora Maisel (The Marvelous Mrs. Maisel) – serie TV, 4 episodi (2019)
- Paradise – serie TV (2025)
- Washington Black, regia di Maurice Marable ,   Wanuri Kahiu  e   Rob Seidenglanz – miniserie TV (2025)

### Doppiatore
- Frozen II - Il segreto di Arendelle (Frozen II), regia di Chris Buck e Jennifer Lee (2019)
- Angry Birds 2 - Nemici amici per sempre (The Angry Birds Movie 2), regia di Thurop Van Orman e John Rice (2019)
- Un giorno in Disney (One Day at Disney), regia di Fritz Mitchell (2019)
- Kipo e l'era delle creature straordinarie (Kipo and the Age of Wonderbeasts) – serie TV (2020-in corso)

## Riconoscimenti
- Premi Emmy 2016
  - Miglior attore non protagonista in un film o miniserie per American Crime Story
- Premi Emmy 2017
  - Miglior attore protagonista in una serie drammatica per This Is Us
- Golden Globe 2017
  - Candidatura come miglior attore non protagonista in una serie per American Crime Story
- Golden Globe 2018
  - Miglior attore in una serie drammatica per This Is Us
- Screen Actors Guild Awards 2018
  - Miglior attore in una serie drammatica per This Is Us
- Premi Oscar 2024
  - Candidatura come miglior attore non protagonista per American Fiction

## Doppiatori italiani
Nelle versioni in italiano delle opere in cui ha recitato, Sterling K. Brown è stato doppiato da:
- Stefano Alessandroni in NCIS - Unità anticrimine, Castle, Waves - Le onde della vita, American Fiction, Atlas
- Gianfranco Miranda in Quell'idiota di nostro fratello, American Crime Story, The Rhythm Section, Amened: libertà in America
- Massimo Bitossi in Army Wives - Conflitti del cuore, Criminal Minds
- Roberto Draghetti in Medium, Brooklyn Nine-Nine
- Carlo Scipioni in This Is Us, La fantastica signora Maisel
- Simone D'Andrea in Paradise, Washington Black
- Alberto Angrisano in Alias
- Massimo De Ambrosis in Boston Legal
- Fabio Boccanera in Supernatural
- Fabrizio Picconi in The Good Wife
- Riccardo Scarafoni in Person of Interest
- Simone Crisari in Whiskey Tango Foxtrot
- Enrico Chirico in Marcia per la libertà
- Simone Mori in Black Panther
- Andrea Mete in Hotel Artemis
- Roberto Gammino in The Predator

Da doppiatore è sostituito da:
- Massimo Bitossi in Frozen II - Il segreto di Arendelle
- Dodo Versino in Angry Birds 2 - Nemici amici per sempre
- Saverio Indrio in Un giorno in Disney
- Luca Mannocci in Big Mouth
- Piero Di Blasio in Kipo e l'era delle creature straordinarie